# Фрегона
Фрего̀на (на италиански и на венециански: Fregona) е община в Северна Италия, провинция Тревизо, регион Венето. Разположено е на 251 m надморска височина. Населението на общината е 3203 души (към 2014 г.).
Административен център на общината е градче Медзавила (Mezzavilla).